# Bolsa de compras

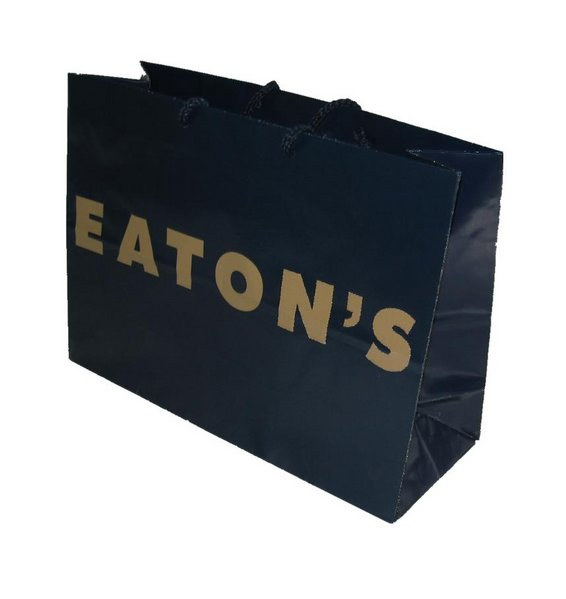
Una bolsa de compras de papel de un solo uso propaganda de Eaton's.

Comparación de las emisiones de gases de efecto invernadero causados por las bolsas compras

Comparación del impacto ambiental de las bolsas de compras

Las bolsas de compras son bolsas de tamaño mediano, generalmente de alrededor de 10 a 20 litros de volumen (aunque existen versiones mucho más grandes, especialmente para llevar compras de objetos, no de comestibles), que inicialmente son utilizadas por los compradores para llevar sus compras a casa. Muchas de ellas están pensadas como productos desechables de un solo uso, aunque la gente suele reutilizarlas para almacenar cosas o como bolsas de basura, etc.; otras están diseñadas como bolsas de compras reutilizables .

## Tipos

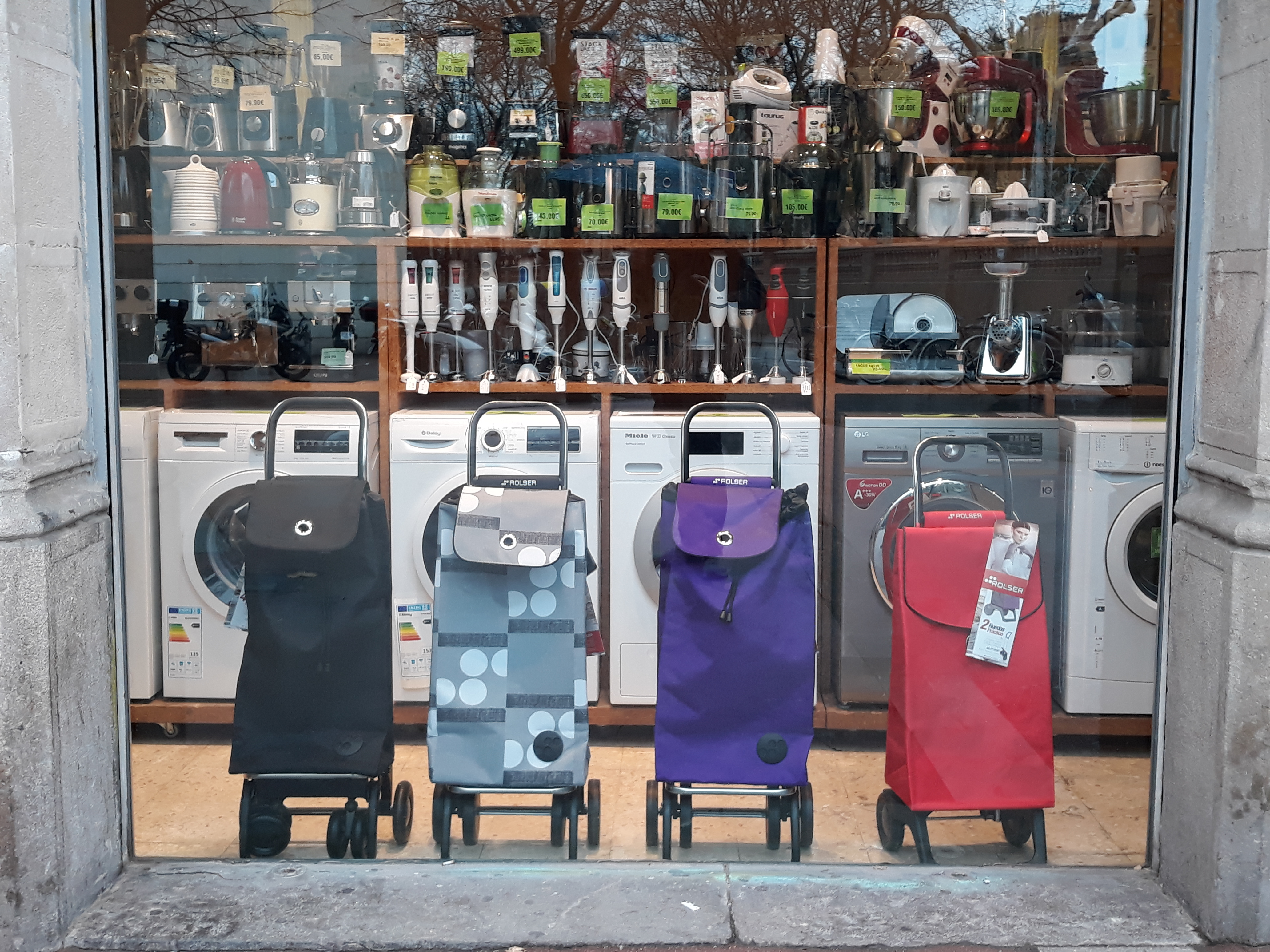
Bolsa con ruedas/ Carrito de la compra (caddy)

- Bolsas de papel
- Bolsas de plástico
- Bolsas de reutilizables
- Bolsas biodegradables
- de plástico
- Bolsas de compras reutilizables
- Bolsas biodegradables

## Legislación
Los tipos y usos típicos de las bolsas de compras varían según el país:
- En muchos países de la Unión Europea (UE), las bolsas de plástico de un solo uso se proporcionan gratuitamente en las tiendas y han sido de uso común hasta principios del siglo XXI, pero su uso se está volviendo menos extendido, en parte debido a la legislación ambiental, que ha llevado a los minoristas a cobrar por ellas. Irlanda, por ejemplo, impuso un impuesto específico a las bolsas de plástico, obligando así a los minoristas a cobrarlas a los clientes. [1]
- En 2008, China prohibió las bolsas de plástico gratuitas para las compras y a las empresas se les prohibió fabricar, vender o utilizar bolsas de menos de 0,025 milímetros (0,00098 pulgadas) de espesor. [2]
- Las bolsas de compras reutilizables se utilizan cada vez más, por ejemplo en los países de la UE, donde el uso de bolsas de compras de plástico de un solo uso está en declive. Las bolsas reutilizables a menudo están hechas de tela de yute o arpillera. Algunas están hechas de plástico, pero las bolsas de plástico reutilizables son más resistentes que las bolsas de plástico de un solo uso. En Estados Unidos, las bolsas reutilizables se utilizan a veces como una declaración de moda o con fines publicitarios. [3]
- En Estados Unidos y Canadá, es común que en muchos sitios se proporcionen bolsas de plástico de un solo uso de forma gratuita con las compras en tiendas. Algunos minoristas, como los grandes almacenes, son más propensos a proporcionar bolsas de papel a los compradores, mientras que los  supermercados y las tiendas de comestibles tienden a dar bolsas de plástico. Se anima a las personas a tener bolsas de compras reutilizables, siempre que sea posible; en algunos municipios (Chicago, por ejemplo) deben pagar una tarifa impuesta por el gobierno si usan bolsas de compras de plástico desechables. Algunos municipios cobran un impuesto por las bolsas de papel para compras.
  - California prohibió las bolsas desechables. Todas las jurisdicciones locales de Hawái prohibieron las bolsas de plástico.
  - En un esfuerzo por reducir el uso de bolsas de plástico, la ciudad de Toronto, Canadá, exigió a los minoristas cobrar una tarifa mínima de $0.05 por cada bolsa de plástico. Desde entonces, Toronto ha prohibido las bolsas desechables. A raíz del cobro de las bolsas de plástico en Toronto, muchos minoristas han impuesto tarifas similares a las bolsas de plástico en sus puntos de venta en otras partes de Canadá. Todas las ganancias derivadas de la tarifa de $0,05 van directamente al minorista. [4] [5]
  - En Canadá, Toronto y Montreal han prohibido las bolsas de plástico.